# Парретт (Джорджія)
Парретт (англ. Parrott) — місто (англ. town) в США, в окрузі Террелл штату Джорджія. Населення — 120 осіб (2020).

## Географія
Парретт розташований за координатами 31°53′40″ пн. ш. 84°30′42″ зх. д. / 31.89444° пн. ш. 84.51167° зх. д. (31.894383, -84.511756).  За даними Бюро перепису населення США в 2010 році місто мало площу 2,02 км², уся площа — суходіл.

## Демографія
Згідно з переписом 2010 року, у місті мешкало 158 осіб у 63 домогосподарствах у складі 45 родин. Густота населення становила 78 осіб/км².  Було 78 помешкань (39/км²).
Расовий склад населення:
| - 57,6 % — білих - 41,8 % — чорних або афроамериканців |

До двох чи більше рас належало 0,0 %. Частка іспаномовних становила 0,6 % від усіх жителів.
За віковим діапазоном населення розподілялося таким чином: 15,2 % — особи молодші 18 років, 57,6 % — особи у віці 18—64 років, 27,2 % — особи у віці 65 років та старші. Медіана віку мешканця становила 52,6 року. На 100 осіб жіночої статі у місті припадало 90,4 чоловіків;  на 100 жінок у віці від 18 років та старших — 83,6 чоловіків також старших 18 років.
Середній дохід на одне домашнє господарство  становив 50 627 доларів США (медіана — 41 875), а середній дохід на одну сім'ю — 56 133 долари (медіана — 50 625). За межею бідності перебувало 1,7 % осіб, у тому числі 0,0 % дітей у віці до 18 років та 1,5 % осіб у віці 65 років та старших.
Цивільне працевлаштоване населення становило 74 особи. Основні галузі зайнятості: освіта, охорона здоров'я та соціальна допомога — 23,0 %, виробництво — 14,9 %, фінанси, страхування та нерухомість — 14,9 %.